# Currents (album của Tame Impala)
Currents là album phòng thu thứ ba của dự án âm nhạc Australia Tame Impala. Nó được phát hành ngày 17 tháng 7 năm 2015 bởi Modular Recordings và Universal Music Australia. Tại Hoa Kỳ nó được phát hành bởi Interscope Records và Fiction Records, trong khi Caroline International phát hành tại những thị trường quốc tế khác. Giống với hai album trước của nhóm, Currents được viết, thu âm, biểu diễn và sản xuất bởi thành viên chính Kevin Parker. Lần đầu tiên, Parker tự tay mix nhạc và ghi âm; album không có nghệ sĩ cộng tác nào khác.
Sau lần phát hành album trước của nhóm, Lonerism (2012), Parker bắt đầu thực hiện Currents, chủ yếu thu âm ở phòng thu tại gia ở Fremantle. Anh tập trung viết và thu âm, và để ý từng chi tiết của mỗi bài, khiến ngày phát hành phải bị dời đi hai tháng. Khác với âm nhạc psychedelic rock của những tác phẩm trước của nhóm, Currents đánh dấu sự chuyển mình sang thiên hướng dance, nhấn mạnh vào synthesizer hơn là guitar. Parker tìm kiếm sự thay đổi với mong muốn được nghe nhạc của Tame Impala ở câu lạc bộ và những nơi đông người. Về mặt đề tài, quá trình thu âm là sự thay đổi bản thân, với nhiều nhà phê bình coi đó là kết quả của một cuộc tình tan vỡ. Ảnh bìa album thể hiện dòng xoáy thể hiện đề tài này.
Currents được đón đầu bằng việc phát hành các single "Let It Happen", "'Cause I'm a Man" và "Eventually". Album này trở thành album có thành tích tốt nhất của nhóm trên các bảng xếp hạng, đứng thứ nhất ở Úc, thứ ba ở Anh và thứ tư ở Hoa Kỳ. Currents đã bán hơn 120.000 bản ở Bắc Mỹ tính đến tháng 12 năm 2015. Giống những tác phẩm trước đó, album nhận được sự đánh giá tích cực, và xuất hiện trong các danh sách album hay nhất 2015 của nhiều nhà phê bình. Tại Giải thưởng Âm nhạc ARIA năm 2015, Currents được trao giải Album Rock xuất sắc nhất và Album của năm, còn tại Giải Grammy lần thứ 58, album được đề cử Album nhạc alternative xuất sắc nhất.

## Bối cảnh

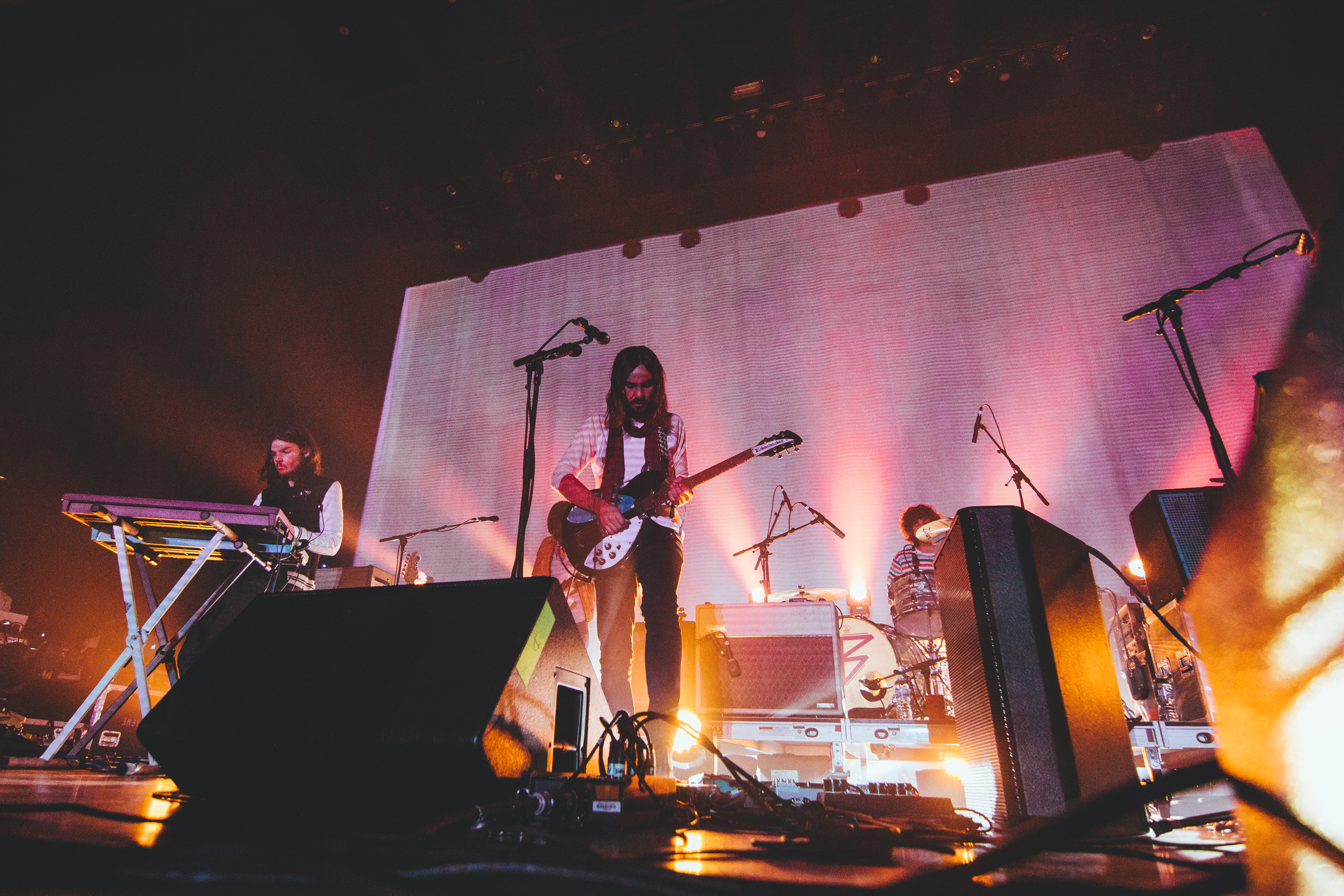
Tame Impala biểu diễn năm 2014.

Tame Impala xuất hiện đầu thập niên 2010 và trở thành một trong những nghệ sĩ nổi bật nhất của psychedelic rock. Nhóm nhạc dẫn đầu bởi Kevin Parker, cho ra mắt hai album với nhận được sự yêu thích của giới phê bình: Innerspeaker (2010) và Lonerism (2012). "Elephant" trở thành một bản hit alt-rock, và được dùng trong một số loạt phim truyền hình và quảng cáo. Parker thành lập ban nhạc và thường là thành viên duy nhất làm việc trong phòng thu.
Anh bắt đầu công việc không lâu sau khi hoàn thành Lonerism, nhưng không xác định rõ khi nào album bắt đầu hiện hình: "Không có một bắt đầu hay kết thúc thực sự nào cả". Ý tưởng tổng hợp các bài hát của anh thành một album chỉ đến khi anh đã có 10–20 bài hát hoàn thành. Tháng 5 năm 2014, Parker nói về xu hướng thu âm một album của anh trong một buổi phỏng vấn, giải thích rằng: "Tôi cảm thấy ngày càng cuốn hút vào việc làm một album. Hơi kỳ lạ về cách nó diễn ra thật tự nhiên, như là theo mùa vậy. Tôi bắt đầu nghĩ về danh sách bài hát và những thứ của một album."
Sự thay đổi trong phong cách âm nhạc của album xuất phát từ một số sự kiện. Parker bắt đầu cảm thấy rằng những bài hát không thuộc thể loại psychedelic cũng có thể mang âm hưởng của nó; anh đi đến giả thuyết này dưới sự ảnh hưởng của nấm ảo giác và cocain khi đang nghe "Stayin' Alive" của Bee Gees. Tại một thời điểm nào đó, Parker chia tay bạn gái, ca sĩ-nhạc sĩ người Pháp Melody Prochet, và trở về quê nhà Perth từ Paris. Theo Parker, "quy tắc duy nhất là thử phá vỡ những quy tắc tôi đặt ra trong quá khứ". Điều này bao gồm thử nghiệm những thứ anh coi là "rẻ tiền" hay khác biệt, bao gồm trống và nhiều hiệu ứng âm thanh.

## Thu âm và sản xuất

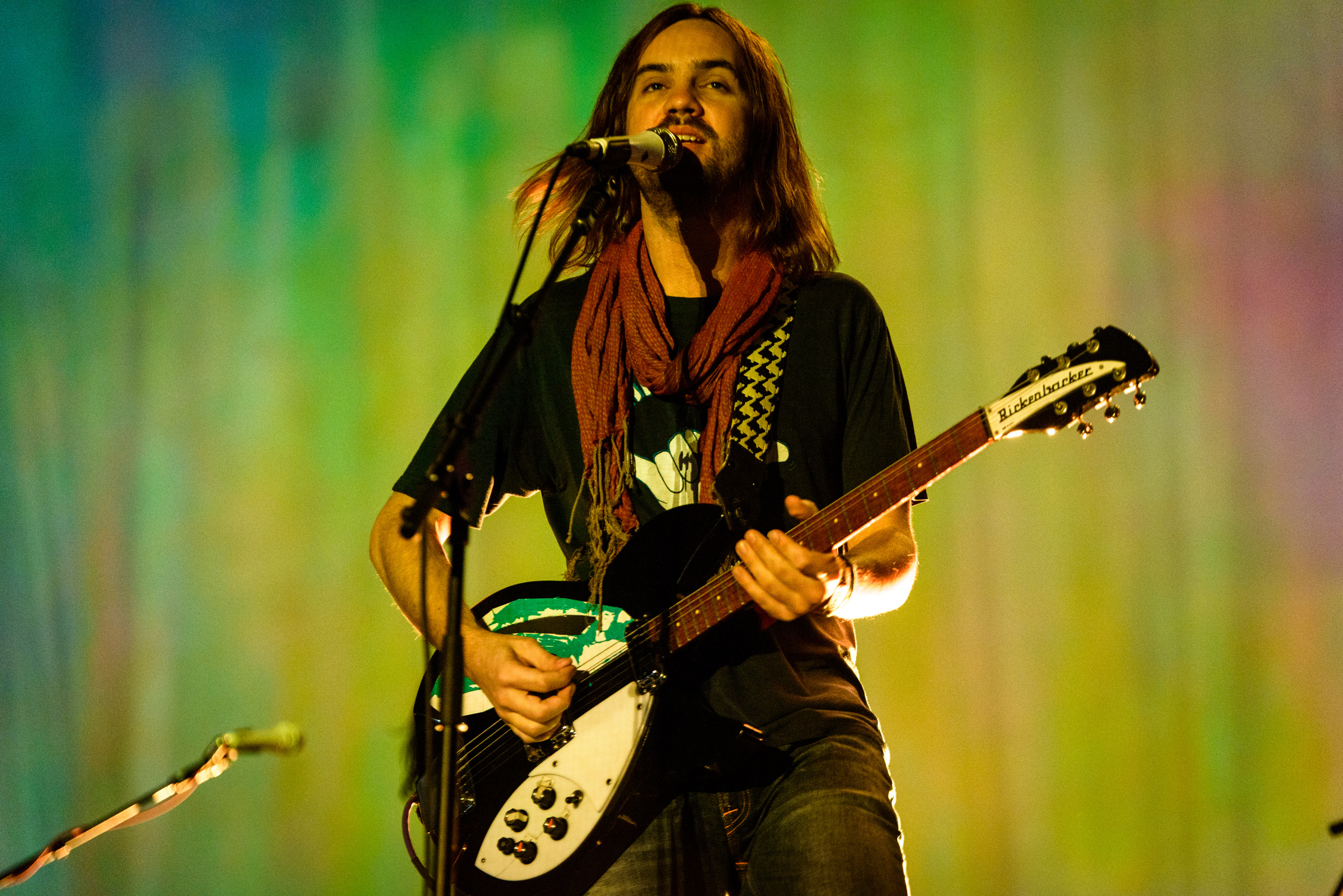
Kevin Parker thu âm, sản xuất và mix Currents (chụp năm 2015)

Currents được thu âm, sản xuất và mix bởi Kevin Parker tại phòng thu tại gia của anh ở Fremantle, Tây Úc. Phòng thu hai phòng chứa một lượng tối thiểu dụng cụ: "một bộ trống cũ nát, một cái guitar bọc băng keo, cùng vài cái synth hỏng". Parker likened his small setup to an aeroplane cockpit. Ở một phòng kế bên, anh bắt đầu thiết kế ánh sáng để phục vụ cho những buổi biểu diễn trực tiếp sử dụng đèn sân khấu tự động. Anh mong muốn có hướng đi mới khỏi quá trình sáng tạo nên Lonerism mà anh cho là cực hình, nhưng cuối cùng lại thấy mình "rơi xuống cái hố cũ" với Currents.
Việc thu âm album nhanh chóng trở thành nỗi ám ảnh của Parker, khi anh làm việc "cả ngày, mỗi ngày", trở nên ngày càng xa lánh. Anh nói, "Đến một lúc nào đó, cuộc sống bên ngoài phòng thu mờ vào sâu thẳm. Đó là khi tôi biết mình đã nằm trong nó". Cây bút Pitchfork Corban Goble mô tả lịch trình hàng ngày của Parker trước khi album được ra mắt: "Trong quá trình làm album, người thanh niên 29 tuổi thường dậy lúc giữa trưa rồi làm việc, chậm rãi và tỉ mỉ, đến đêm khuya trong khi uống và hút thuốc". Parker cho rằng cách làm việc này giúp anh sáng tác: "Mọi thứ chảy dễ dàng hơn [sau vài ly] — dòng chảy là thứ quan trọng nhất với tôi khi thu âm". Anh cũng thường đi bơi trong giờ nghỉ, thứ mà anh gọi là "máy thanh lọc tối thượng". Anh làm theo tôn chỉ "cho bài hát thứ mà nó xứng", bao gồm việc sáng tác nhạc mà không có "quyết định sáng suốt hay logic nào". Parker ghi vài chục lần hoàn chỉnh; theo lời anh, anh thực hiện thu âm hơn 1.056 lần cho một bài hát. Trong một tuần, anh thuê một ngôi nhà khác ở phía nam của Perth—nơi anh từng thu tâm Innerspeaker—để suy nghĩ ý tưởng trống cho những bài hát này.
Quyết định điều khiển tất cả phần của quá trình sản xuất ngoại trừ master đến từ nỗi ám ảnh. Parker nói, "Tôi cảm thấy, bằng cách này album này còn hơn cả trái tim và tâm hồn, hơn cả máu, mồ hôi và nước mắt của tôi". Anh đặt hạn chót để hoàn thành do khuynh hướng trì hoãn của anh; anh nói việc có một hạn chót giống như "một điều tốt ẩn giấu bởi nó ép bạn đưa ra quyết định. Tức sẽ giúp tạo nên tác phẩm hay". Currents ban đầu dự kiến hoàn thành vào tháng 1 năm 2015, nhưng thời hạn này được dời lại vài lần. Càng làm, Parker càng để ý với từng chi tiết nhỏ trong sản phẩm, khiến anh không thể thưởng thức nó như ý ngay cả khi nó hoàn thành. Không lâu trước khi ra mắt, anh nói, "Tôi vẫn nghĩ album này hoàn toàn không thể nghe được".

## Danh sách bài hát
Tất cả các ca khúc được viết bởi Kevin Parker.
| STT              | Nhan đề                         | Thời lượng |
| ---------------- | ------------------------------- | ---------- |
| 1.               | "Let It Happen"                 | 7:46       |
| 2.               | "Nangs"                         | 1:47       |
| 3.               | "The Moment"                    | 4:15       |
| 4.               | "Yes I'm Changing"              | 4:30       |
| 5.               | "Eventually"                    | 5:19       |
| 6.               | "Gossip"                        | 0:55       |
| 7.               | "The Less I Know the Better"    | 3:38       |
| 8.               | "Past Life"                     | 3:47       |
| 9.               | "Disciples"                     | 1:48       |
| 10.              | "'Cause I'm a Man"              | 4:02       |
| 11.              | "Reality in Motion"             | 4:12       |
| 12.              | "Love/Paranoia"                 | 3:10       |
| 13.              | "New Person, Same Old Mistakes" | 6:03       |
| Tổng thời lượng: | Tổng thời lượng:                | 51:12      |

| Đĩa bonus tại Nhật Bản: Live Versions | Đĩa bonus tại Nhật Bản: Live Versions    | Đĩa bonus tại Nhật Bản: Live Versions |
| STT                                   | Nhan đề                                  | Thời lượng                            |
| ------------------------------------- | ---------------------------------------- | ------------------------------------- |
| 1.                                    | "Endors Toi"                             | 5:57                                  |
| 2.                                    | "Why Won't You Make Up Your Mind?"       | 4:22                                  |
| 3.                                    | "Sestri Levante"                         | 1:58                                  |
| 4.                                    | "Mind Mischief"                          | 3:56                                  |
| 5.                                    | "Desire Be, Desire Go"                   | 5:24                                  |
| 6.                                    | "Half Full Glass of Wine"                | 8:14                                  |
| 7.                                    | "Be Above It"                            | 7:29                                  |
| 8.                                    | "Feels Like We Only Go Backwards"        | 2:56                                  |
| 9.                                    | "Apocalypse Dreams" (Parker, Jay Watson) | 7:56                                  |
| Tổng thời lượng:                      | Tổng thời lượng:                         | 48:08                                 |

| Vinyl bonus Collector's Edition 2017 / EP B-Sides & Remixes | Vinyl bonus Collector's Edition 2017 / EP B-Sides & Remixes | Vinyl bonus Collector's Edition 2017 / EP B-Sides & Remixes |
| STT                                                         | Nhan đề                                                     | Thời lượng                                                  |
| ----------------------------------------------------------- | ----------------------------------------------------------- | ----------------------------------------------------------- |
| 1.                                                          | "List of People (To Try and Forget About)"                  | 4:40                                                        |
| 2.                                                          | "Powerlines"                                                | 4:19                                                        |
| 3.                                                          | "Taxi's Here"                                               | 4:48                                                        |
| 4.                                                          | "Reality in Motion" (Gum remix)                             | 5:04                                                        |
| 5.                                                          | "Let It Happen" (Soulwax remix)                             | 9:18                                                        |
| Tổng thời lượng:                                            | Tổng thời lượng:                                            | 28:06                                                       |

## Nhân sự
Tame Impala
- Kevin Parker – sáng tác, biểu diễn, sản xuất, thu âm, mix, ý tưởng ảnh bìa

Kỹ thuật
- Rob Grant – thu âm phụ, lời khuyên mix nhạc
- Greg Calbi – master nhạc

Ảnh
- Robert Beatty – ảnh bìa và thiết kế
- Matthew C. Saville – chụp ảnh